# Länsväg X 541
Länsväg X 541 är en övrig länsväg i Sandvikens kommun i Gävleborgs län som går mellan tätorten Sandviken och småorten Överbyn, söder om Järbo. Vägen är tolv kilometer lång, asfalterad och passerar bland annat tätorten Jäderfors.
Hastighetsgränsen är 80 kilometer per timme förutom inom tätorten Sandviken samt kortare sträckor vid Jäderfors respektive Överbyn där den är 60.
Längs hela sträckan heter vägen Järbovägen.
Vägen ansluter till:
- Länsväg 272 (vid Sandviken)
- Länsväg X 559 (vid Sandviken)
- Länsväg 302 (vid Överbyn)